# Alekszandr Nyikolajevics Ragyiscsev
Alekszandr Nyikolajevics Ragyiscsev (orosz nyelven: Александр Николаевич Радищев, Moszkva vagy Verhnyeje Obljazovo, 1749. augusztus 20.jul. / augusztus 31.greg. – Szentpétervár, 1802. szeptember 12.jul. / szeptember 24.greg.) orosz író, a 18. század végének kiemelkedő alkotója. Elsősorban fő művéről, az Utazás Pétervárról Moszkvába (Путешествие из Петербурга в Москву, megjelent 1790-ben) című könyvéről ismert. Fontosabb munkáiban a francia felvilágosodás eszméinek hatása érvényesül.

## Életútja
Középbirtokos nemesi családban született, születési helyéről nem maradt fenn hivatalos irat. Két idősebb fia szerint Moszkvában született, de egyik unokája (A. P. Bogoljubov) szerint a Szaratovi kormányzóság (a jelenlegi Penzai terület Kuznyecki járása) Verhnyeje Obljazovo falujában, mai nevén: Ragyiscsevóban. (A falu 1952-ben vette fel az író nevét). Valószínűsítik, hogy közvetlenül moszkvai születése után falura vitték, és ott töltötte gyermekkorát.
Hatéves korában francia nevelőt kapott, akiről kiderült, hogy katonaszökevény. Ekkor a gyermeket a moszkvai rokonokhoz küldték, és ott „igazi” francia nevelője volt. II. Katalin orosz cárnő trónra lépése után, 1762-től Ragyiscsev a szentpétervári kadétintézetben (Pazseszkij Korpusz) nevelkedett. Az intézet tagjaként betekintést nyert a cári udvar mindennapi életébe is. 1766-ban egyike volt annak a tizenkét fiatal nemesembernek, akiket a cárnő a lipcsei egyetemre küldött jogi és más tanulmányok folytatására. Ragyiscsev bő öt évet töltött Lipcsében, megismerkedett a francia felvilágosodás eszméivel, Jean-Jacques Rousseau, Helvétius és mások műveivel. Elsajátította a német, a francia, a latin nyelvet (később olaszul és angolul is megtanult) és jogi tanulmányai mellett orvostudománnyal, kémiával is foglalkozott.
1771-ben hazatért és Szentpéterváron állami szolgálatba lépett: egy ideig a Szenátusnál címzetes tanácsosi rangban jegyzőként (jegyzőkönyvvezetőként?) dolgozott, majd egy szentpétervári tábornok törzsében jogtanácsosként (обер-аудитор) teljesített szolgálatot. 1775-ben kilépett a szolgálatból (kb. az alezredesnek megfelelő katonai rangban: секунд-майор) és házasságot kötött egy lipcsei diáktársa (Rubanovszkij) bátyjának lányával, Anna Szergejevnával.
1778-ban ismét hivatalt vállalt. A Kereskedelmi Kollégium elnöke, A. R. Voroncov gróf  pártfogásába fogadta, és ez a pártfogás végigkísérte az író további életét, különösen a szibériai éveiben. 1780-tól Ragyiscsev a szentpétervári vámhivatal idős, beteg  vezetőjének helyetteseként, gyakorlatilag vezetőként dolgozott (1790-ben ki is nevezték a vámhivatal vezetőjének). Közben, 1783-ban felesége meghalt, három fiút és egy leányt hagyva férjére, akiknek nevelését az elhunyt huga, Jelizaveta Vasziljevna folytatta.

### Írói működésének kezdete
Irodalmi működése az 1780-as években bontakozott ki. Akkor keletkezett Szabadság (Volnoszty, 1783–1785) című nevezetes ódája is, melyet később fő művébe illesztett be. Az Utazás Pétervárról Moszkvába egyes fejezetei 1785-től kezdve születtek, a könyvet 1789-ben fejezte be és engedélyeztette a cenzorral. Miután akkor már engedélyezték a nyomdák szabad működését, Ragyiscsev 1790-ben házi nyomdát vásárolt. Otthonában nyomtatta ki (szolgák és barátok segítségével) előbb egy levélformában készült kisebb írását, majd az Utazás…-t, de a szerző nevét nem tüntette fel. Az első példányokat május végén átadta forgalmazásra egy könyvkereskedőnek, további néhányat elküldött barátainak.
II. Katalin a könyv egyes részeit lázítónak, „francia mérget ontó”-nak tartotta, a pravoszláv tanítással ellentétesnek és a cári udvar elleni támadásnak tekintette. Az írót június 30-án letartóztatták és a Péter–Pál-erődbe vitték. A kihallgatások során megtagadta könyvét, és július 24-én a bírói tanács halálra, könyvét pedig megsemmisítésre ítélte. Negyven napot töltött Ragyiscsev az erődben, a halál árnyékában. Szeptember 4-én II. Katalin a halálos ítéletet kegyelemből a szibériai Ilimszki-erődben letöltendő tíz év száműzetésre változtatta. (Az erőd maradványai az Uszty-ilimszki-víztározó építésekor, az 1960-as években víz alá kerültek).
A különösen szigorú fellépés meglepőnek tűnhet, hiszen 25 évvel korábban maga az uralkodó küldte Ragyiscsevet és társait nyugati egyetemre jogi tanulmányok folytatására. Csakhogy közben lezajlott a Pugacsov-felkelés (1773–1775), az amerikai függetlenségi háború (1775–1783), főként pedig az 1789. júliusi francia forradalom, mely joggal ejtette rémületbe Európa uralkodóit.

### Száműzetésben
Ragyiscsevet 1790. szeptember 8-án indították útnak Szibériába, de csak 1792. január 4-én érkezett Ilimszkbe. Közben hét hónapot a tobolszki kormányzónál töltött (pártfogója, Voroncov gróf támogatásával). Az út folyamán Kazanytól, 1790 novembertől 1791 végéig naplót vezetett. Egykori feleségének húga a két kisebb gyermekkel követte őt. Szibériában férj-feleségként éltek, de hazafelé az asszony megfázott és Tobolszkban 1797 áprilisában meghalt. Házaséletükből három gyermek született.

### Az amnesztia után
II. Katalin halála után az új cár, I. Pál 1796. november 23-án amnesztiát hirdetett, de a hír csak 1797 elején ért Ilimszkbe. Ragyiscsev február 10-én indult vissza az európai Oroszországba és júliusban érkezett apja birtokára, a tartózkodási helyéül kijelölt Nyemcovóba. 1798-ban engedéllyel egy évet a szülőfalujában, apjánál töltött, majd visszatért Nyemcovóba. Csak tíz év múltán, az új uralkodó, I. Sándor 1801. évi trónra lépésével térhetett vissza Szentpétervárra, akkor visszakapta rangját, kitüntetéseit. Augusztusban a frissen alakult törvényalkotó bizottságnál kapott munkát. Egy elkészített reformtervezetét főnöke nem nézte jó szemmel, sőt röpke utalást is tett Szibériára. Az idegileg erősen megviselt író tíz nappal később, szeptember 11-én öngyilkos lett (királyvizet ivott) és másnapra meghalt.
Van olyan vélemény, hogy Ragyiscsev felesége halála (1783) óta pszichikai beteg volt, később a börtönben belsőleg összeomlott, és a betegség fel-feltörő hullámai élete végéig kísérték.

## Irodalmi munkássága
Ragyiscsev írói pályája fordítással kezdődött: Gabriel Bonnot de Mably francia filozófus, történész Observations sur l’histoire de la Grèce (1766) című munkáját fordította oroszra. A könyv 1773-ban jelent meg, orosz címe: Размышления о греческой истории или о причинах благоденствия и несчастия греков. Lefordított egy katonatiszteknek szóló német szabálygyűjteményt is (megjelent név nélkül 1777-ben).
Az 1770-es években néhány eredeti (nem idegenből fordított) munkája is született, egyik legkorábbi írása talán az Egy hét naplója (Дневник одной недели). Irodalmi munkássága az 1780-as években bontakozott ki, és 1789-90-ben jelentek meg művei. Közös jellemzőjük az első személyű előadásmód – formailag: napló, levél, útirajz –, de a szentimentalista prózát gyakran jellemző túlzott érzelmesség nélkül.  
Műveit áthatja a francia felvilágosodás eszméinek szelleme.
- Szabadság (Вольность) – óda. A költeményt az amerikai függetlenségi háború alkalmából írta, 1783-ban fejezte be. Nagy része későbbi fő művébe, az  Utazás…-ba illesztve jelent meg. A klasszicizmus hagyományos költői műfaját választotta, de a versben nem az uralkodót, hanem a nagybetűs  Szabadságot és harcosait dicsőíti.

Az egész nép gyülésbe árad,
s az öntött vastrónt szétveri,
Sámsonként megremegteti
az álnokság kastélyait,
a természet törvényre kap hát,
milyen nagy is vagy ó, szabadság!
Teremtő Isten alkot így! 
- Beszéd arról, hogy ki a hazafi (Беседа о том, что есть сын отечества) – megjelent egy folyóiratban név nélkül, 1789 decemberében.
- F. V. Usakov élete (Житие Федора Васильевича Ушакова с приобщением некоторых его сочинений) – megjelent önálló kötetként, név nélkül, 1789-ben. Nagy része 1770-ben meghalt lipcsei diáktársának életéről szól, benne sok önéletrajzi elemmel.
- Levél barátomhoz, aki tisztét téve, Tobolszkban él (Письмо к другу, жительствующему в Тобольске) – 1782-ben írta és saját házi nyomdájában nyomtatta ki 1790-ben (összesen 14 lap). Egyik első eredeti, befejezett munkája. Benne patetikus hangon írja le I. Péter szentpétervári emlékművének felavatását.
- Utazás Pétervárról Moszkvába (Путешествие из Петербурга в Москву, 1790). A könyv egy útirajz keretében az oroszországi elmaradott állapotok, a jobbágyrendszer éles bírálata. A visszaélések megszüntetésére és a szabadságjogok biztosítására szólít fel, mindezt a francia felvilágosodás szellemében. Könyve miatt az írót száműzték, elrendelték a példányok megsemmisítését, és a művet több mint egy évszázadig nem adták ki újból oroszul.

1790 után keletkezett költői és prózai alkotásai érthető okból nem jelenhettek meg, csak összegyűjtött műveinek halála utáni kiadásában láttak napvilágot (először 1807-ben).
- Levél a kínai kereskedelemről (Письмо о Китайском торге) – gazdaságpolitikai értekezés, melyet Voroncov gróf felkérésére írt 1792-ben Szibériában, Ilimszkben. Címe az első kiadás (1807) szerkesztőitől származik.[12]
- Birtokom leírása (Описание моего владения) – hosszabb értekezésnek szánt agrárgazdasági munka, befejezetlen. Szibériából visszatérve, a lakhelyéül kijelölt Nyemcovó faluban írta, valószínűleg 1800-ban.
- Az emberről, halandó voltáról és halhatatlanságáról (О человеке, о его смертности и бессмертии) – hosszabb filozófiai értekezés, az író e korszakának legjelentősebb prózai műve. 1792 elején Ilimszkben kezdte írni és feltehetően ott is fejezte be. A négy „könyv”-ből álló, barátokkal folytatott beszélgetések formájában írt munka bővelkedik retorikai kérdésekben és felkiáltásokban, hangja gyakran átforrósodik. Az értekezés Ragyiscsev rendkívüli olvasottságáról, széleskörű tájékozottságáról tanuskodik.[13]
- Emlékmű a daktilus-trocheusi lovagnak (Памятник дактилохореическому витязю) – az utolsó prózai munka (a hivatali tervezeteket nem számítva), legkorábban 1801 elején keletkezhetett. Benne többek között V. K. Tregyiakovszkij Tyilemahiada (François Fénelon Télémaque-jának átdolgozása) című elbeszélő költeményével és verstani kérdésekkel foglalkozott; elsőként értékelte a költőnek a verselés reformjára, az orosz hexameter megteremtésére irányuló törekvéseit.[14]

Ragyiscsev verseiből kevés maradt fenn, ezeknél valószínűleg többet írt. Élete végén keletkezett néhány költeményében változatos antik formákat is használt: Осьмнадцатое столетие (Tizennyolcadik század), Сафические строфы (Szapphói strófák). Az Igor-ének akkori felfedezése és kiadása (1800) felerősítette érdeklődését az orosz régmúlt és a folklór iránt. 
- Бова (Bova) című poémája 1798-99 körül keletkezett. A tizenkét énekre tervezett költemény nagy része elkészült, de csak a bevezetője és első éneke maradt fenn. Ez is csak a halála utáni összegyűjtött művek között jelent meg 1807-ben. Bova – (olaszul Buovo d'Antona, franciául Beuve de Hanstone, angolul Bevis of Hampton) – középkori vitézi ének, chanson de geste hőse; története Nyugat-Európából a szláv irodalmakba is eljutott, orosz változata a folklór része lett.[15]
- Песни древние (Régi dalok) című poémája befejezetlen, csak az első része készült el. Az ősi Novgorodról szóló költemény bőven merít a szláv mitológia motívumaiból. Ezek a múltba forduló költemények már a korai romantika kezdeteit jelzik az orosz irodalomban.

Egy dolgozat az írót a kor kiemelkedő orosz fordítói között is említi: „A korszak legkiválóbb fordítói – mint Kantyemir, Tregyiakovszkij, Fonvizin, Szumarokov, Lukin és Ragyiscsev – csupán 1774-ig 28 francia drámát ültettek át orosz nyelvre.” Az online elérhető összegyűjtött művek között és a róla szóló orosz nyelvű munkákban azonban nem találni nyomát annak, hogy Ragyiscsev bármilyen drámát fordított volna.

## Magyarul megjelent művei
- Utazás Pétervárról Moszkvába; tan. Dmitrij Blagoj, ford. Trócsányi György; Művelt Nép, Budapest, 1951
- Utazás Pétervárról Moszkvába; ford. Trócsányi György, versford. Fodor András; Európa, Budapest, 1979